# Argentine pila dog
Il cane pila argentino ( in spagnolo El perro pila) è una razza di cane senza pelo dall'Argentina. La razza è strettamente correlata ad altre razze senza pelo sudamericane, che originariamente venivano tutte considerate come un'unica razza.  Si stima che circa 1.700 di questi cani vivano in Argentina, si trovano prevalentemente nella provincia di Salta, nel nord del paese.